# Mundo Gráfico

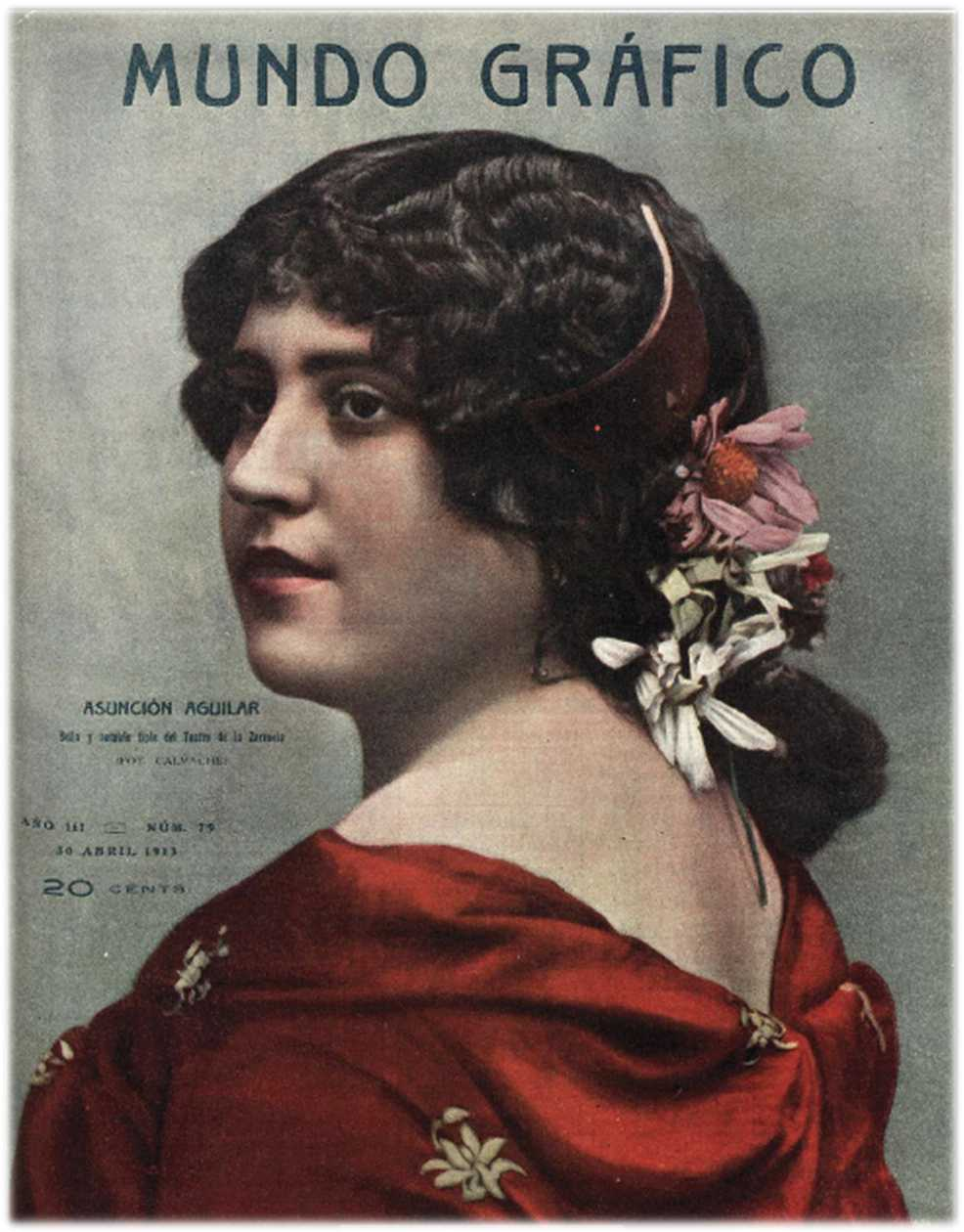
Copertina di Mundo Gráfico del 30 aprile 1913 con il soprano Asuncion Aguilar, alias Maria Ros, fotografia di Diego Calvache Gómez de Mercado

Mundo Gráfico è stato un settimanale illustrato spagnolo edito dal 2 novembre 1911 tra i più popolari e moderni del primo quarto del XX secolo che adottò la fotografia come parte integrante e indispensabile della notizia tanto da arrivare a occupare anche il 90% dello spazio. Tra i suoi fotoreporters di Barcellona annoverò Federico Ballell Maymi (1864-1951). Arrivò a una tiratura anche di 130 000 copie.
Fu fondato da Mariano Zavala, Francisco Verdugo Landi e dal fotografo della Casa Reale spagnola, José Demaría López Campúa, a seguito della scissione dal periodico Nuevo Mundo dopo la morte del suo editore José del Perojo avvenuta nel 1908.
La redazione si trovava in calle Montera, 9, e la stamperia in calle San Roque, 7 a Madrid, mentre l'agenzia degli annunci e degli abbonamenti si trovava in Puerta del Sol, 6 presso la storica libreria San Martin.
Nel 1913 entrò a far parte della Prensa Grafica S.A. con Mariano Zavala come gerente e direttore e Isidoro Cámara e il drammaturgo Enrique Contreras y Camargo cadendo successivamente sotto il controllo della Papelera Española di Nicolás María de Urgoiti, che forniva anche la carta per la stampa, in serrata competizione con le pubblicazioni della Prensa Española di Torcuato Luca de Tena.
Redazione, amministrazione e laboratori fotografici furono allora trasferiti in calle Hermosilla, 57 a Madrid.
Il settimanale Mundo Gráfico era composto dalle 36 alle 48 pagine, la copertina era costituita da un ingrandimento fotografico, quasi sempre a colori, di ritratti di attici, attori, toreri, o personaggi celebri di attualità. Usciva ogni mercoledì. Era il più economico del gruppo costando inizialmente solo 20 centesimi di peseta e successivamente 30 centesimni.
Durante la prima guerra mondiale dedicò ampio spazio alle vicende del conflitto tramite le agenzie estere.
Nel corso della Guerra civile spagnola (1936-1939) usciva ridotto a sole otto pagine. La sede era in calle Hermosilla, 73, apartado 571, Madrid, Spagna.

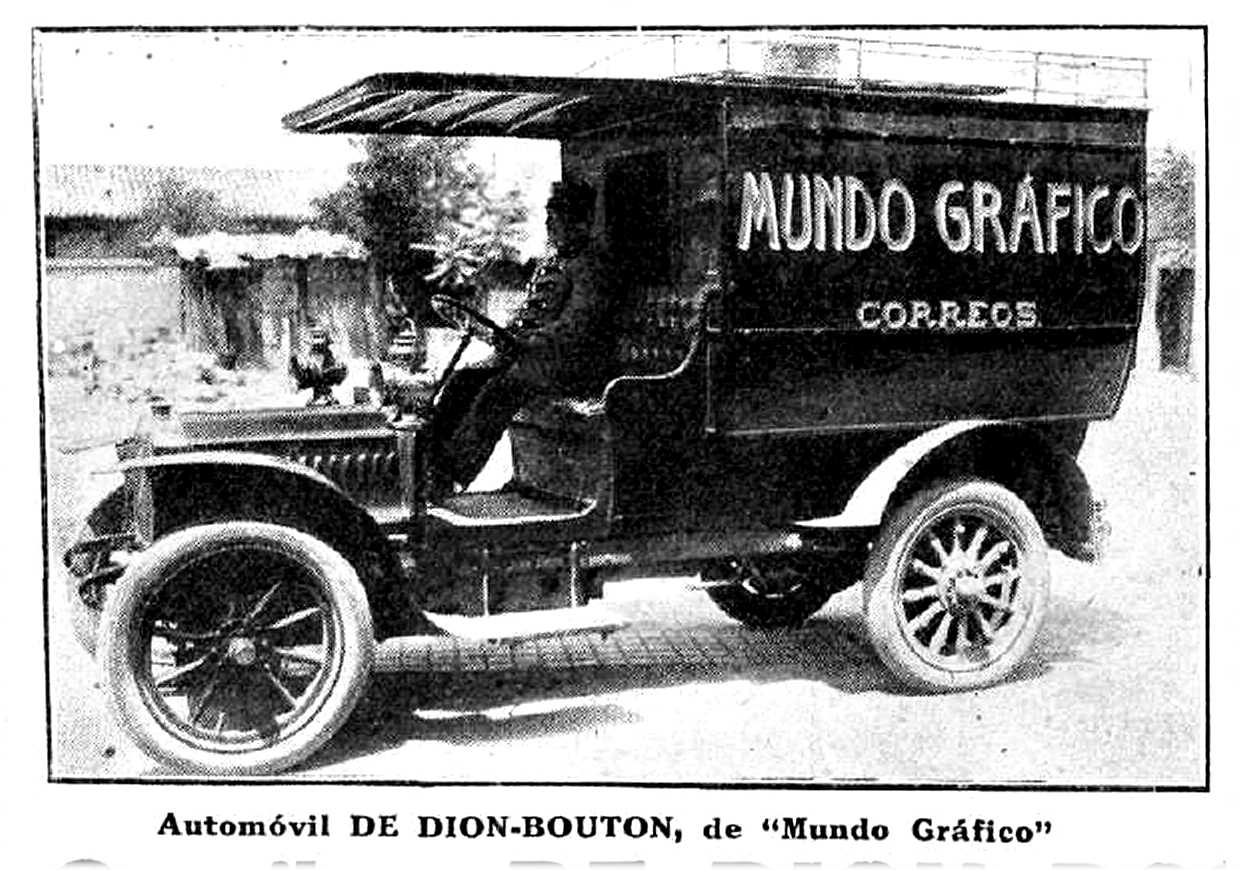
De Dion-Bouton 1912 - Correos de Mundo Grafico

L'ultimo numero pubblicato è stato nel giugno del 1938.
Emblematicamente la chiusura del Mundo Gráfico ha segnato la fine di un'epoca in Spagna.